# Ramal de Itararé (Estrada de Ferro Sorocabana)
O Ramal de Itararé da Estrada de Ferro Sorocabana é uma ferrovia paulista, que originalmente ligava a antiga Linha Tronco, com a antiga Estrada de Ferro São Paulo-Rio Grande na cidade de Itararé, na divisa dos estados, conectando a rede ferroviária paulista às estradas de ferro do Paraná, pelo antigo Caminho dos Tropeiros que viajavam até o sul do Brasil. Atualmente se conecta á malha ferroviária do Paraná em Pinhalzinho, pelo Tronco Principal Sul.

## História
O ramal de Itararé começou a ser construído pela Estrada de Ferro Sorocabana em 1888, partindo da estação de Boituva e chegando a Itapetininga somente em 1895, com uma extensão de 65 km. Somente em 1905 as obras foram retomadas, e em abril de 1909, a estrada chegou finalmente a Itararé.
Em 1928, aproveitando as obras de retificação e duplicação da Linha Tronco, o ramal passou a iniciar na estação nova de Santo Antonio (atualmente Iperó), diminuindo a extensão do trecho em 23 km.
Por conta de sua ligação com o sul do país, o ramal sempre teve grande importância ao estado. Em 1951, a linha foi eletrificada até Morro do Alto (Itapetininga) e em 1960, até Itapetininga, mas não passou daí.
Em 1973, foi construído pela FEPASA, a partir de Itapeva, um ramal para Apiaí, e dele um outro para Pinhalzinho, na divisa com o estado do Paraná, onde os trilhos se encontravam com a nova linha do Tronco Principal Sul da RFFSA, que vinha da região de Ponta Grossa. O antigo trecho da Sorocabana entre Iperó e Itapeva, passou a ser um ponto de estrangulamento para os trens vindos do sul devido ao seu traçado muito sinuoso. 
Dentro do contexto do TPS, havia o projeto de uma nova Variante Sorocaba-Itapeva, que partiria da Linha Tronco em Sorocaba e seguiria com traçado modernizado até Itapeva, no inicio do Ramal de Apiaí, eliminando o gargalo do trecho Iperó-Itapeva. Porém, este projeto nunca saiu do papel por parte da Fepasa.
Em 1978, o tráfego de passageiros no ramal foi extinto. O trecho a partir de Itapeva acabou desativado depois que o trecho paranaense até Jaguariaíva foi suprimido, nos anos 90. O trecho entre Itapeva e Itararé teve os trilhos arrancados em 2001.
Em 22/12/1997, o trem de passageiros, voltou a funcionar, desta vez entre Sorocaba e Apiaí. O trem, com algumas interrupções, funcionou até fevereiro de 2001.

## Operação
O ramal era parte da a concessão da Malha Paulista, feita pela RFFSA em 1998, porém foi passado para a Malha Sul pela Brasil Ferrovias S/A em 2002.
Atualmente é operado pela Rumo Logística como um "prolongamento" do Tronco Principal Sul até a Malha Paulista, transportando principalmente combustíveis para a Região Sul do país.